# 愛媛県立松山西中等教育学校
愛媛県立松山西中等教育学校（えひめけんりつまつやまにしちゅうとうきょういくがっこう）は、愛媛県松山市にある県立中等教育学校。

## 沿革
- 2002年7月12日 - 愛媛県県立学校設置条例の一部を改正する条例公布。
- 2003年 - 愛媛県立松山西高等学校に愛媛県立松山西中学校併設。
- 2006年3月31日 - 愛媛県立松山西中学校閉校。4月から愛媛県立松山西中等教育学校となる。
- 2008年 - 松山西高等学校が最後の卒業生を送り出して閉校し、中等教育学校に完全移行した。
- 2009年 - 中等教育学校第1期生が卒業。
- 2012年 - 中等教育学校第10期生が入学。
- 2013年 - 松山西高等学校40周年記念文化祭開催。

## 特徴
適性検査、作文、面接、内申の4つを観点とした受験に合格した人が入学することができる。
中学生にあたる1～3年生を「前期生」、高校生にあたる4～6年生を「後期生」と区別する。一学年は約160名で、5年生からは文理クラスに分かれる。
運動会、文化祭など、6学年が合同で行う行事が多数ある
完全中高一貫教育を行う一体型中高一貫校。長期休暇中には「ステップアップゼミ」という補習が1〜6年全員に行われ、土曜日には「サタデーサポート」という補習が行われている(サタデーサポートは2023年現在行われていない。再開するかは不明である)。
学校行事として、1年生の5月には「集団宿泊研修」と題して集団行動、集団生活について学び、３年生の2学期に研修旅行として京阪神地方に2泊3日、2月ごろに少年式という愛媛県独特の行事を行う。3年生になると1月に「アチーブメントテスト」という高校入試を模したテストを行い、上位40名は、選考の後、4年生の間、選抜クラスに入る。(アチーブメントテストが選考の大部分を占めるものの、普段の成績なども鑑みられる。)

## 校章
松山(Matsuyama)「M」と西(West)の「W」に生活モットー「EVER SHINING」の「☆」をあわせたもの。

## 制服
黒色のブレザーを主としている。　　　　　　　　　　　　　　　　　　　　　　　　　　　　　　　　　　　　　　　　　　　　　　　　　　　　　　　　　　また、コーポレートカラーの緑色をベストとネクタイ、リボンに使用している。2021年度より、女子生徒もスラックスを合服のみ選択可能となった。

## 40周年記念行事

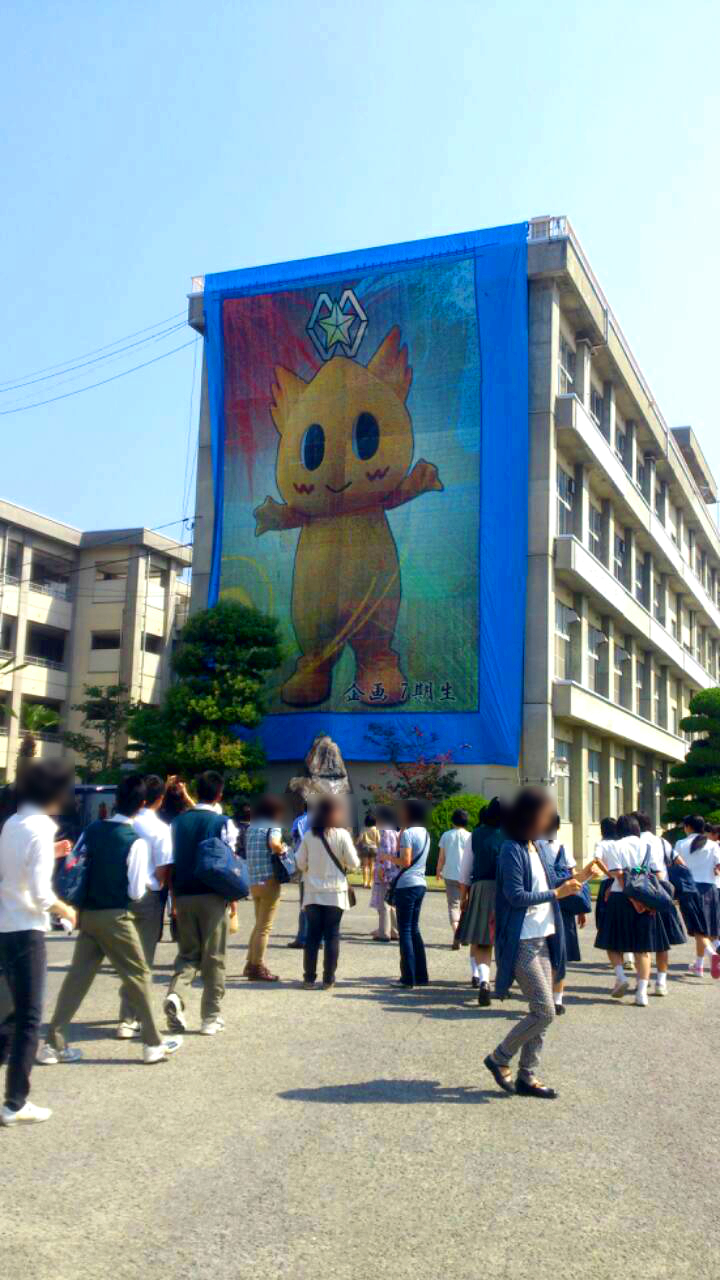
展示された巨大モザイクアート。
マスコットキャラクター「ウェッピー」を中心に、学校行事でのグループである「暁雲」「青穹」「銀嶺」「蒼龍」のイメージカラー４色がそれぞれのグループの紹介文のイメージに合わせた形でデザインされている。
モザイクの一つ一つは学校行事や修学旅行中の生徒や教員、風景の写真計64800枚で作られている。

2013年度は、松山西中等教育学校の前身となった松山西高等学校の創立40周年であったため、40周年記念行事として様々な学校行事が例年よりも拡大して行われた。
記念運動会では全校生徒による、画用紙を用いた人文字が行われた。
また記念文化祭では、記念企画として、中等7期生の有志を中心として企画され、全校生徒により制作された9×13メートルの巨大モザイクアートが本館西側の壁面に展示された。

## 交通
- 四国旅客鉄道（JR四国）三津浜駅より徒歩10分
- 伊予鉄道衣山駅より徒歩15分